# Pandinoides cavimanus
Espèce
Synonymes
- Scorpio cavimanus Pocock, 1888
- Pandinus cavimanus (Pocock, 1888)

Pandinoides cavimanus est une espèce de scorpions de la famille des Scorpionidae.

## Distribution
Cette espèce est endémique de Tanzanie. Elle se rencontre dans les régions de Tabora, de Shinyanga, de Singida, de Dodoma et d'Iringa.

## Description

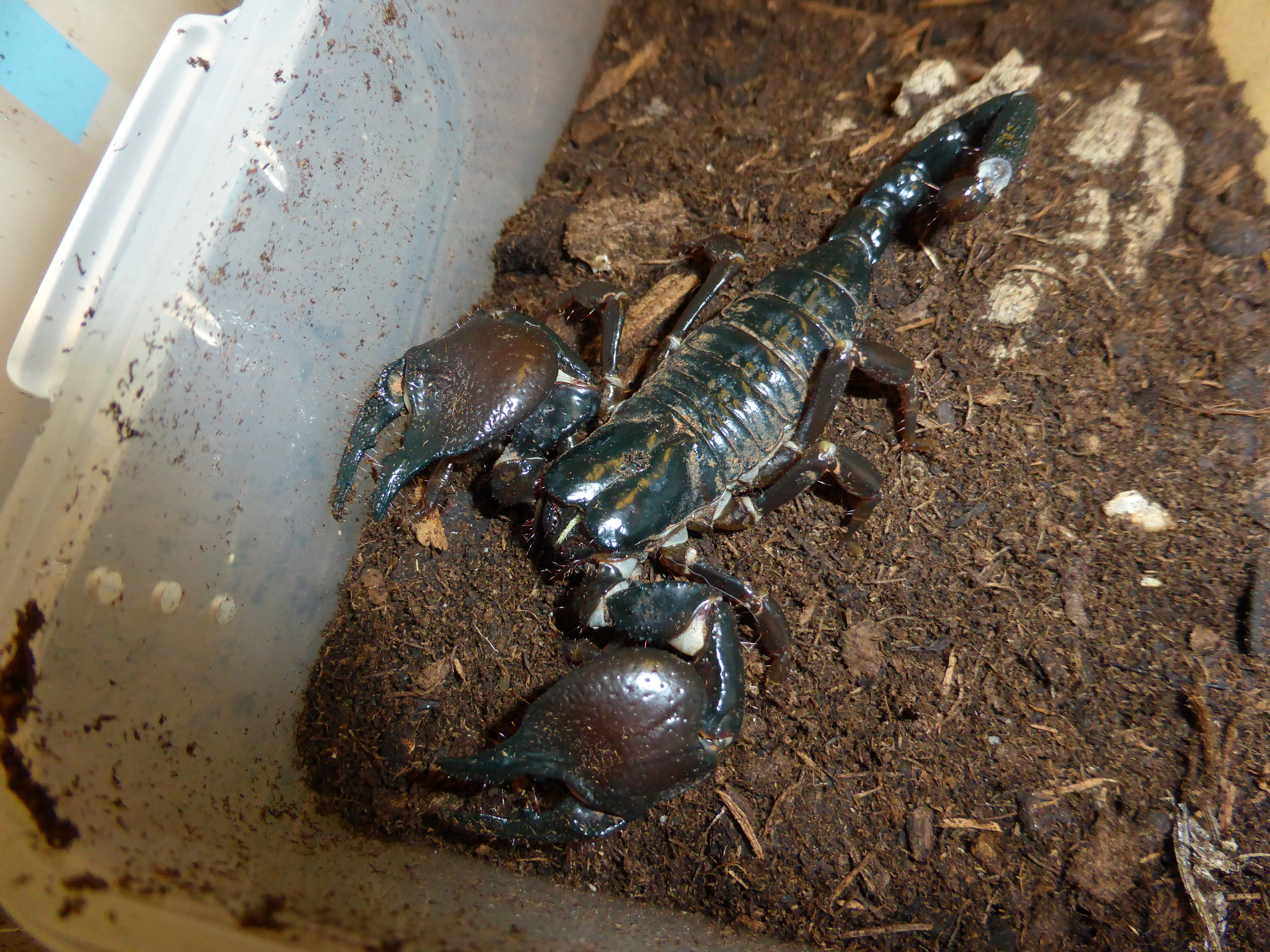
Pandinoides cavimanus ♂

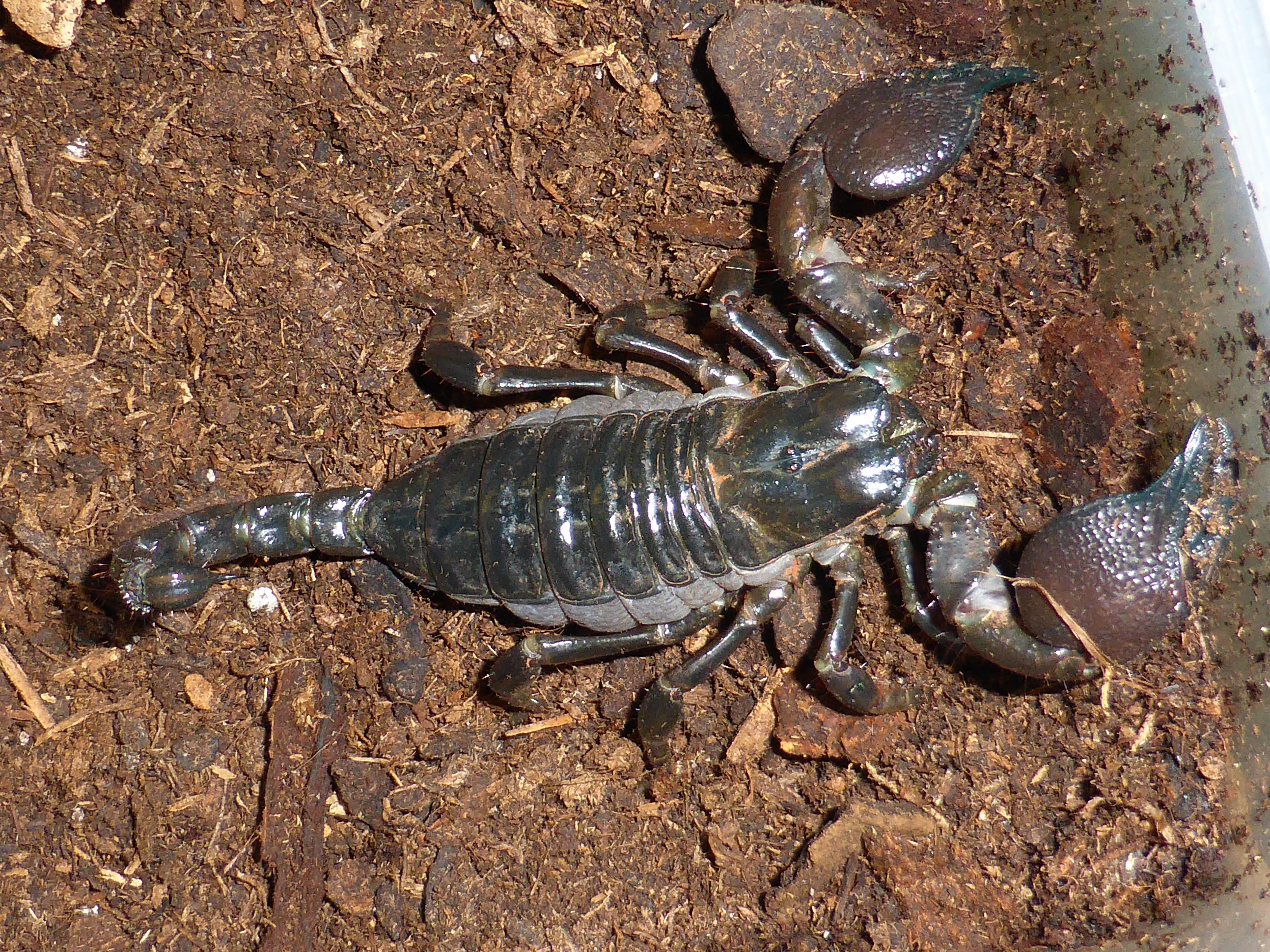
Pandinoides cavimanus ♀

Le mâle holotype mesure 100 mm.
Les mâles mesurent de 103,5 à 110,9 mm et les femelles de 86,9 à 105,3 mm.

## Systématique et taxinomie
Cette espèce a été décrite sous le protonyme Scorpio cavimanus par Pocock en 1888. Elle est placée dans le genre Pandinus par Kraepelin en 1899 puis dans le genre Pandinoides par Rossi en 2015.

## Publication originale
- Pocock, 1888 : « On the African Specimens of the Genus Scorpio (Linn.) contained in the Collection of the British Museum. » Annals and Magazine of Natural History, sér. 6, vol. 2, p. 245–255 (texte intégral).